# Horacio López Salgado
Horacio José López Salgado (15 de setembro de 1948) é um ex-futebolista mexicano que jogava como meio de campo, ele jogou pela Seleção Mexicana entre 1968 e 1980, jogando 50 jogos e marcando 13 gols.[carece de fontes?] Ele fez parte da equipe do México para a Copa do Mundo de 1970.

## Carreira
Horacio López Salgado começou sua carreira no América e, em seguida, foi para Cruz Azul, onde conquistou a maioria de seus títulos, ele terminou a carreira no Necaxa.
Atualmente, e por muitos anos, ele trabalha como treinador de divisões inferiores do Cruz Azul. Ele também é o segundo maior artilheiro da história da Cruz Azul, atrás apenas de Carlos Hermosillo.

## Títulos
América
- Campeonato Mexicano: 1970-71

Cruz Azul
- Campeonato Mexicano:

- Campeão dos Campeões: 1973-74